# Афанасьев, Александр Алексеевич (учёный)
Алекса́ндр Алексе́евич Афана́сьев (1 ноября 1937 — 13 декабря 2020) — советский и российский учёный в области технологий и оборудования для заводского и строительного производства, член-корреспондент РААСН.

## Биография
Родился 1 ноября 1937 года.
Окончил Воронежский инженерно-строительный институт (ВИСИ) (1961). Работал там же, в 1971—1975 гг. проректор по вечернему и заочному образованию.
В 1984—1987 гг. зам. директора ЦМИПКС (Центральный междуведомственный институт повышения квалификации руководящих работников и специалистов строительства) по научно-методической работе.
С 1987 г. в МИСИ-МГСУ, заведующий кафедрой ТСП (технологии строительного производства), с 2009 г. — профессор той же кафедры.
Специалист в области разработки энергоэффективных технологий и оборудования для заводского и строительного производства монолитного и сборного железобетона.
Предложил новые индустриальные технологии реконструкции жилых и общественных зданий, декельный метод строительства зданий в условиях городской застройки, предусматривающий совмещение работ по возведению подземной и надземной частей.
Автор более 200 научных работ, получил около 40 авторских свидетельств и патентов на изобретения.
Доктор технических наук (1981), профессор, член-корреспондент РААСН. Диссертации:
- Исследование импульсного уплотнения бетонных смесей при вертикальном формовании сборных железобетонных конструкций : диссертация ... кандидата технических наук : 05.00.00 / А. А. Афанасьев. - Воронеж, 1967. - 311 с. : ил.
- Теория и практика импульсного уплотнения бетонных смесей : диссертация ... доктора технических наук : 05.23.08. - Москва, 1980. - 463 с. : ил.

Заслуженный работник высшей школы РФ, почётный работник высшего профессионального образования РФ.
Умер 13 декабря 2020 года.
Сочинения:
- Технология импульсного уплотнения бетонных смесей / А. А. Афанасьев. - М. : Стройиздат, 1987. - 164,[2] с. : ил.; 20 см. - (Наука - строит. пр-ву).
- Возведение зданий и сооружений из монолитного железобетона [Текст] / А. А. Афанасьев. - Москва : Стройиздат, 1990. - 380 с. : ил.; 22 см.; ISBN 5-274-01006-7
- Бетонные работы : [Учеб. для проф. обучения рабочих на пр-ве] / А. А. Афанасьев. - 2-е изд., перераб. и доп. - М. : Высш. шк., 1991. - 287,[1] с. : ил.; 21 см.; ISBN 5-06-001810-5
- Технология и монтаж многоэтажных зданий : Учеб. пособие / А. А. Афанасьев, Г. К. Соколов; Моск. инж.-строит. ин-т им. В. В. Куйбышева. - М. : МИСИ, 1987. - 98,[1] с. : ил.; 21 см.